# Martin Bristow
Thomas Richard Martin Bristow (15. november 1913 - 31. juli 2007) var en engelsk roer fra Dudley.
Bristow studerede på University of Cambridge og deltog i 1934 i Cambridges båd under det traditionsrige Oxford vs. Cambridge Boat Race på Themsen.
Bristow vandt ved OL 1936 i Berlin en sølvmedalje for Storbritannien i firer uden styrmand, hvor Alan Barrett, Peter Jackson og John Sturrock udgjorde resten af besætningen. I finalen blev briterne besejret af den tyske båd, der vandt guld, mens Schweiz fik bronze. Det var det eneste OL han deltog i.

## OL-medaljer
- 1936:  Sølv i firer uden styrmand